# Haldo Hansson
Haldo Hansson, född 24 januari 1886 i Vången i Alsen, död den 27 november 1921 på Östersunds lassarett, bosatt i Salom, Hackås församling, var en svensk tävlingsskidåkare. 
Hansson flyttade 1917 till Salom, Hackås landskommun efter ingångna giftermålet 1915 med Hackåsflickan Brita Lydia Katarina Mattsson-Ling. De fick tillsammans totalt tre söner, varav två dog i unga år. Han blev kronojägare och avled redan 1921 under en jaktolycka i Dödreskogen.
I sitt aktiva liv som tävlingsskidåkare har Haldo Hansson inspirerat - och inspirerar fortfarande nya - skidåkare i Sverige och andra delar av världen. Samma år han avled var han ordförande i Östersunds skidlöpareklubb, förkortad ÖSK, där han var dess främste idrottsman alla tider och genom sina oöverträffade budkavleinsatser blev Haldo Hansson en legendar. Många beundrare besöker fortfarande hans vackra grav vid Hackås kyrka vid Storsjön.
År 1959 startade Alsens och Trångsvikens idrottsföreningar tävlingen Haldo Hanssons minne med start i Kluk, Alsen och mål på Frösön. Tävlingen var under 1960- och 1970-talen en av de största skidtävlingarna i Jämtland. Skidloppet anordnades åren 1943-1958 av Alsens IF mellan olika byar i Alsens socken.
I samband med Jämtland-Härjedalens Idrottsförbunds 100-årjubileum 2008 utgavs boken som sammanfattar länets idrottshistoria från 1908 och framåt. Från Haldo till Anna Carin (Thord Eric Nilsson, Jamtli förlag) innehåller fakta om Haldo Hanssons idrottsliga livsverk men även information kring den tragiska olyckan i Dödre.
Vandrar man Haldo Hanssonleden mellan Dödre by och Dödrebodarna kommer man direkt förbi till platsen där Haldo Hansson vådasköt sig till döds 1921 när han i egenskap av kronojägare var ute med sina hundar och jagade tjuvskyttar. År 1969 restes en minnessten på olycksplatsen.

### Webbkällor
- Näktenbygden
- Jämtland-Härjedalens Idrottsförbund[död länk]
- Östersunds SK-Skidor
- Listad antavla
- Haldo Hansson som barn, Bildarkivet Jamtli
- Haldo Hansson som vuxen, Porträttfynd på Rötter